# John William Dawson

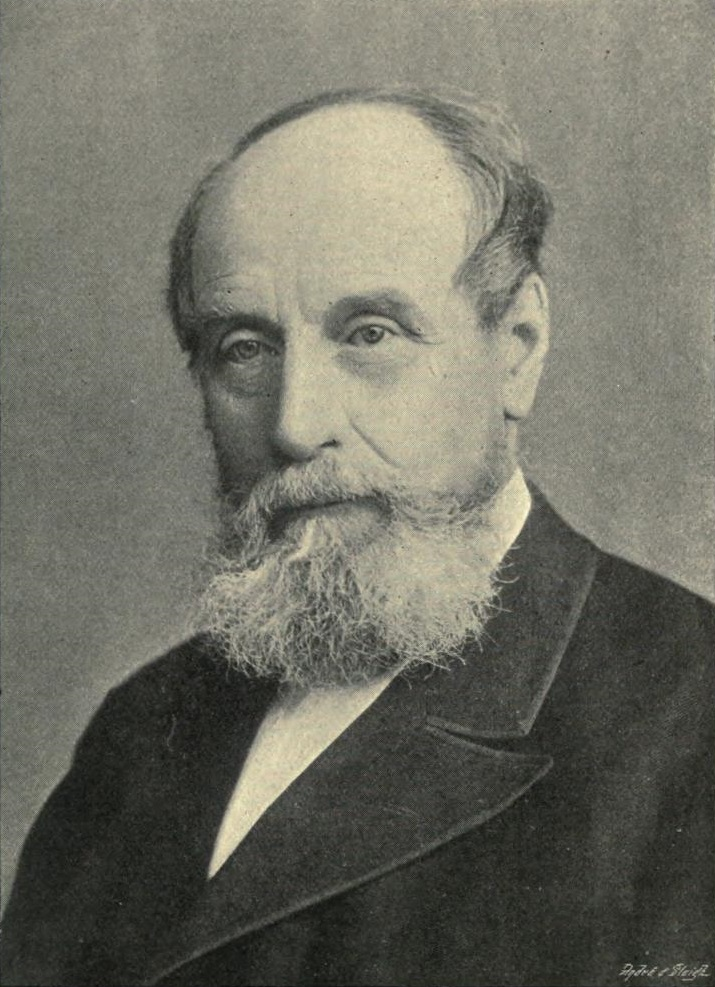
John William Dawson

John William Dawson (ur. 30 października 1820 w Pictou w Nowej Szkocji, zm. 20 listopada 1899 w Montrealu) – kanadyjski geolog i przyrodnik.

## Życiorys
Ukończył studia na Uniwersytecie Edynburskim. Swoją karierę naukową rozpoczynał u boku Charlesa Lyella. Badał geologię Nowej Szkocji, poświęcając temu tematowi wydaną w 1855 roku pracę Acadian Geology. W roku 1855 został powołany na rektora McGill University, znacząco przyczyniając się do ugruntowania pozycji tej uczelni. Piastował także urząd prezydenta Royal Society of Canada i Geological Society of America. Jako jedyny został wybrany prezydentem zarówno amerykańskiej (1882) jak i brytyjskiej (1887) Association for the Advancement of Science. W 1884 roku otrzymał od królowej Wiktorii tytuł szlachecki.
Dawson był głęboko wierzącym prezbiterianinem i, z powodów religijnych, odrzucał darwinowską teorię ewolucji. Uważał, iż zadaniem nauki jest objaśnianie i wysławianie stwórczego dzieła Boga. W roku 1859 opisał Psilophyton, jedną z pierwszych odkrytych roślin lądowych z okresu dewonu. W 1865 roku dokonał błędnego zidentyfikowania nieorganicznego pochodzenia struktury skalnej jako najstarszego kopalnego śladu życia na Ziemi i nadał mu nazwę gatunkową Eozoon canadense. Błąd Dawsona został odkryty dopiero po trzydziestu latach.
Jego synem był George Dawson, podobnie jak ojciec geolog i przyrodnik.